# 12897 Bougeret
12897 Bougeret este un asteroid din centura principală de asteroizi.

## Descriere
12897 Bougeret este un asteroid din centura principală de asteroizi. A fost descoperit pe 13 septembrie 1998 la Stația Anderson Mesa în cadrul programului LONEOS. Asteroidul prezintă o orbită caracterizată de o semiaxă mare de 2,22 ua, o excentricitate de 0,09 și o înclinație de 4,0° în raport cu ecliptica.